# Josef Wastl
Josef Wastl (ur. 4 grudnia 1892 w Wiedniu, zm. 11 października 1968 tamże) – austriacki pływak reprezentujący Cesarstwo Austriackie, uczestnik igrzysk olimpijskich, później antropolog.
W austriackich kwalifikacjach na igrzyska olimpijskie rozegranych 5 maja 1912 roku w wiedeńskich łaźniach Dinabad, Wastl czasem 3:13,2 wygrał wyścig na dystansie 200 metrów stylem klasycznym.
Podczas V Letnich Igrzysk Olimpijskich w Sztokholmie w 1912 roku, Wastl wystartował w dwóch konkurencjach pływackich. Na dystansie 200 metrów stylem klasycznym z czasem 3:25,6 zajął piąte miejsce w drugim wyścigu eliminacyjnym i odpadł z dalszej rywalizacji. Na dystansie dwa razy dłuższym nie ukończył swojego wyścigu eliminacyjnego.
Wastl reprezentował barwy wiedeńskiego klubu 1.W.A.S.C..